# مورغان لويس (لاعب كرة سلة)
مورغان لويس (بالإنجليزية: Morgan Lewis)‏ مواليد 10 فبراير 1987 في باينسفيل، هو لاعب كرة سلة أمريكي. بدأ مسيرته الاحترافية في سنة 2010. يلعب مع آيلاند ستورم في دوري كندا الوطني لكرة السلة. يحمل الرقم 15. يبلغ طوله 6 قدم 4 بوصة (1.9 م).

## المسيرة الاحترافية
لعب مع نادي فونباو لكرة السلة في موسم 2010–2011، ثم لعب مع لندن لايتنينغ في سنة 2012، ثم لعب مع آيلاند ستورم في سنة 2015.